# Joseon gumasa
Joseon gumasa (조선구마사?, 朝鮮驅魔師?, Joseon gumasaLR, titolo internazionale Joseon Exorcist) è una serie televisiva sudcoreana trasmessa su SBS TV il 22 e il 23 marzo 2021.
Ambientata all'inizio del XV secolo, racconta la battaglia del re Taejong e dei suoi figli, Chungnyeong e Yangnyeong, contro i non morti tornati in vita dopo essere stati uccisi dalla famiglia reale. Originariamente prevista per durare 16 episodi, è stata cancellata dopo la trasmissione dei primi due con l'accusa di aver distorto la realtà storica attraverso l'inclusione di oggetti scenici di fattura tipicamente cinese in un'ambientazione coreana, e la falsa rappresentazione del sovrano e dei principi.

## Personaggi e interpreti

### Personaggi principali
- Principe Chungnyeong, interpretato da Jang Dong-yoon
- Principe Yangnyeong, interpretato da Park Sung-hoon e Hong Dong-young (da bambino)
- Re Taejong, interpretato da Kam Wu-seong
- Byeo-ri, interpretato da Kim Dong-jun
- Moo-hwa, interpretata da Jung Hye-sung
Sciamana.
- Eo-ri, interpretata da Lee Yu-bi
Concubina del principe Yangnyeong.
- Hye-yoom, interpretata da Keum Sae-rok
Collega di Byeo-ri.
- Regina Wongyeong, interpretata da Seo Young-hee
Moglie di Taejong, madre di Yangnyeong, Hyoryeong, Chungnyeong e Gangnyeong.

### Personaggi secondari
- Ing-choon, interpretato da Min Jin-woong
Funambolo che lavora con Byeo-ri e Hye-yoom.
- Park Seo-bang, interpretato da Min Sung-wook
- Gran principe Gangnyeong, interpretato da Moon Woo-jin
Figlio minore di Taejong.
- Hong Seok-joong, interpretato da Hong Woo-jin
Guardiano di Taejong.
- Hong Min-je, interpretato da Han Kyu-won
Guardia del principe Yangnyeong.
- Ji Gyeom, interpretato da Oh Eui-shik
- Nuora del ministro Ha, interpretata da Baek Eun-hye
- Marco, interpretato da Seo Dong-won
Interprete.
- Chae Yi, interpretata da Park Seo-yeon
Sorella minore di Byeo-ri.
- Padre John (Yohan), interpretato da Darcy Paquet
- Padre Nicholas, interpretato da David Lee McInnis

## Produzione

### Pre-produzione
Joseon gumasa è diretta da Shin Kyung-soo e sceneggiata da Park Gye-ok. Shin si è unito al progetto mosso dal suo interesse personale verso vampiri, creature soprannaturali ed esorcismi. La serie è stata concepita perché la produzione voleva "chiedersi se [il re Taejong] fosse così a suo agio come la storia lo ricorda, o se avesse effettivamente dubbi e paure": si è perciò deciso di farlo scontrare con gli spiriti malvagi grotteschi, chiamati saengsi, che controllano la mente e i corpi degli esseri umani. Aspetti psicologici e religiosi, demoni, spiriti e creature mostruose di diverse forme sono stati usati per distinguere la serie da Kingdom, un'altra produzione sudcoreana ambientata nello stesso periodo storico e narrante la lotta di un principe contro gli zombi. Le figure storiche appaiono con i loro veri nomi perché Shin ha pensato che un approccio totalmente di fantasia avrebbe trasmesso una sensazione di orrore più debole.
Il costo di produzione si è aggirato sui 32 miliardi di won.

### Casting e riprese
Il 29 aprile 2020 la stampa sudcoreana ha riportato che a Jang Dong-yoon era stata offerta la parte del principe Chungnyeong in Joseon gumasa. Durante il successivo mese di settembre sono stati fatti i nomi di altri attori che stavano prendendo in considerazione la serie, tra cui Park Sung-hoon, Kam Wu-seong, Kim Dong-jun, Jung Hye-sung e Lee Yu-bi. Il cast è stato confermato il 18 novembre.
Il 23 novembre, le riprese sono state interrotte perché un membro dello staff è risultato positivo al COVID-19; gli attori si sono messi in auto-isolamento per precauzione. Il 29 dicembre Jang ha riportato degli ematomi al gomito cadendo da cavallo. Lee Yu-bi è stata a riposo per due settimane dopo essersi procurata, il 25 febbraio 2021, una ferita al legamento del ginocchio sbattendolo su una parte del set.
La serie ha iniziato a essere trasmessa con 10 episodi completati.

### Promozione
Il 17 febbraio 2021 è stato caricato online il secondo teaser trailer, mentre il 24 febbraio è uscita la locandina, un dipinto raffigurante gli spiriti maligni che brulicano per Joseon: siccome il demone principale che attacca il regno è Azazel, sono inclusi anche dei preti con le croci. Il 3 marzo seguente è stato distribuito il secondo poster, uno scatto dei tre attori protagonisti Jang, Park e Kam; otto locandine singole hanno fatto seguito il 12 marzo. Il 18 marzo, la SBS ha diffuso un highlight teaser da 6 minuti e annunciato che i primi due episodi, della durata di 70 minuti, sarebbero stati vietati ai minori.

### Controversia
Subito dopo la trasmissione del primo episodio il 22 marzo 2021, i telespettatori hanno accusato la serie di distorsione della storia coreana a causa degli oggetti di scena usati mentre il principe Chungnyeong è in viaggio per la contea di Uiju, vicino ai confini di Ming: su un tavolo vengono infatti mostrati torte lunari, uova centenarie, ravioli cinesi e una bottiglia di alcol, apparentemente di fattura cinese, con il radicale di "liquore" scritto sopra. Hanno inoltre criticato la scena in cui il re Taejong uccide dei civili innocenti mentre è in preda a un'allucinazione, un evento che non ha alcuna base storica, e un'altra in cui Chungnyeong viene intrattenuto da una kisaeng. Una petizione presentata sul sito della Casa Blu chiedendo di bandire la serie in quanto diramatrice di bugie ha presto raggiunto 20.000 firme. Le critiche sono risultate esacerbate anche dal fatto che nei mesi precedenti la Cina avesse affermato che alcune pietre miliari della cultura coreana come l'hanbok, il kimchi, il taekwondo e la bandiera avessero origini cinesi. Nella risposta diffusa il giorno seguente, la produzione ha dichiarato di aver preparato gli oggetti scenici immaginando che la regione fosse molto frequentata da persone cinesi considerata la vicinanza con Ming, e si è impegnata a prestare maggiore attenzione negli episodi successivi, scusandosi con il pubblico. Non ha invece fatto commenti sulla questione relativa a Taejong. Nel frattempo, la Jeonju Lee Royal Family Association, composta dai discendenti della famiglia reale di Joseon, ha criticato la rappresentazione dei propri antenati e richiesto la cancellazione immediata di Joseon gumasa.
La dichiarazione della produzione ha fomentato ulteriore rabbia tra il pubblico, in quanto ai tempi Uiju non era una zona di confine tra il Joseon e Ming, ma tra il Joseon e i territori del popolo Jurchen, e Samsung Electronics, Cozyma, KT Telecom, LG Household & Health Care e ACE Bed hanno ritirato le proprie sponsorizzazioni al programma. Le critiche sono proseguite dopo che il secondo episodio, trasmesso il 23 marzo, ha incluso ancora più elementi in stile cinese: le case di produzione e la SBS hanno pubblicato una dichiarazione congiunta nel giro di ventiquattr'ore, scusandosi ancora una volta, riconoscendo di essere state irresponsabili nella rappresentazione di figure storiche realmente esistite e sconsiderate nell'esercizio della libertà creativa. Hanno informato che le inquadrature problematiche sarebbero state rimosse da repliche televisive, VOD ed episodi futuri, rigirandone anche alcune se necessario, e contemporaneamente hanno negato di aver ricevuto finanziamenti cinesi per realizzare la serie, la cui trasmissione è stata messa in pausa per una settimana per riorganizzare l'intera storia. Entro la mattina del 24 marzo, la Korea Communications Standards Commission aveva già ricevuto più di 3.900 reclami nei confronti di Joseon gumasa. Intanto la serie ha perso tutti gli sponsor rimasti, e le città di Mungyeong e Naju, dove si stavano svolgendo le riprese, hanno ritirato il proprio supporto finanziario e logistico, privando a tutti gli effetti il programma del set. I sei episodi restanti non sono mai stati girati.

### Cancellazione e conseguenze
Il 26 marzo, la SBS, prendendo una decisione che Yang Seung-joon dell'Hankook Ilbo ha definito "senza precedenti", ha annunciato di aver rescisso permanentemente il contratto che le concedeva i diritti di trasmissione di Joseon gumasa e la sua distribuzione all'estero, "riconoscendo la gravità della situazione". Dopo la cancellazione della serie, gli attori Jang Dong-yoon, Park Sung-hoon, Lee Yu-bi, Kim Dong-jun, Kam Woo-sung, Jung Hye-sung, Keum Sae-rok e Seo Young-hee, il regista Shin Kyung-soo e lo sceneggiatore Park Gye-ok si sono scusati pubblicamente per la controversia causata.
Le azioni della SBS e della YG Entertainment, proprietaria della casa di produzione YG Studioplex, hanno perso rispettivamente il 5,24% e il 5,63% tra il 21 e il 26 marzo, mentre le azioni di un'altra sussidiaria della YG Entertainment, la YG Plus, sono scese del 2,64%. Il ricercatore della Shinhan Investment Hong Se-jong ha stimato che la SBS avrebbe subito perdite per 7 miliardi di won se i 14 episodi non trasmessi fossero rimasti inediti.
I netizen cinesi hanno difeso Joseon gumasa su Weibo, mentre i fan internazionali hanno aperto una petizione su change.org, che il 29 marzo aveva raccolto 24.866 firme, chiedendo che venisse acquistata da Netflix.
La controversia sorta attorno a Joseon gumasa si è estesa ad altre serie: Cheor-in wanghu dello stesso sceneggiatore è stata rimossa dalla piattaforma di streaming Tving, mentre la serie in produzione Snowdrop ha attirato l'attenzione dei critici per aver dato ai suoi personaggi nomi simili a quelli di attivisti democratici realmente esistiti. Le ripercussioni hanno colpito anche Cheongchun woldam, adattamento sudcoreano di un web novel cinese di genere storico.

## Colonna sonora
1. Hwang Gun-ha – Moon Flower Song (월화가?, 月花歌?, WolhwagaLR) – 5:13 (Lee Kwang-hee, President)
2. Moon Flower Song (Inst.) (월화가?, 月花歌?, WolhwagaLR) – 5:13 (musica: Lee Kwang-hee, President)

## Accoglienza
Tra il 12 e il 19 ottobre 2021, la rivista di business Joy News 24 ha condotto un sondaggio tra 200 professionisti dell'industria sudcoreana dell'intrattenimento per decretare la peggior serie TV dell'anno: Joseon gumasa si è classificata prima con 75 voti. La testata ha ritenuto che abbia "mostrato la repulsione verso l'afflusso di capitali cinesi nei contenuti coreani, il product placement indiscriminato delle società cinesi, con che entità le persone vengano ferite dalla distorsione della storia delle persone reali, e a quale tipo di rabbia portino le offese".

### Ascolti
Secondo la società di rilevazione dati Nielsen Korea, Joseon gumasa ha esordito con uno share nazionale del 5,7% durante la prima parte del primo episodio, e dell'8,9% nella sua seconda parte. Gli ascolti dell'episodio successivo sono calati in seguito alle accuse di distorsione della storia.
| Episodio | Parte | Data di trasmissione | Dati Nielsen Korea  | Dati Nielsen Korea | Dati TNmS  |
| Episodio | Parte | Data di trasmissione | A livello nazionale | Seul               | Dati TNmS  |
| -------- | ----- | -------------------- | ------------------- | ------------------ | ---------- |
| 1        | 1     | 22 marzo 2021        | 5,7% (16º)          | 6,5% (13º)         | 6,1% (16º) |
| 1        | 2     | 22 marzo 2021        | 8,9% (5º)           | 9,9% (4º)          | 9,2% (5º)  |
| 2        | 1     | 23 marzo 2021        | 4,5% (NR)           | –                  | 5,6% (16º) |
| 2        | 2     | 23 marzo 2021        | 6,9% (9º)           | 7,4% (7º)          | 7,5% (10º) |
| Media    | Media | Media                | 6,5%                | –                  | 7,1%       |